# Muhammad Alwi Slamat
Muhammad Alwi Slamat (sinh ngày 16 tháng 12 năm 1996) là một cầu thủ bóng đá người Indonesia hiện tại thi đấu cho PSMS Medan ở Liga 1 ở vị trí tiền vệ hoặc Hậu vệ.

## Sự nghiệp

### Semen Padang
Alwi gia nhập Semen Padang F.C. tại Sudirman Cup 2015, Alwi cũng gia nhập Semen Padang ở Indonesia Soccer Championship A 2016, mặc dù cho đến vòng 5, anh chưa thi đấu một trận nào.